# Indian Hills (Kentucky)
Indian Hills es una ciudad ubicada en el condado de Jefferson en el estado estadounidense de Kentucky. En el Censo de 2010 tenía una población de 2868 habitantes y una densidad poblacional de 559,83 personas por km².

## Geografía
Indian Hills se encuentra ubicada en las coordenadas 38°17′18″N 85°40′15″O / 38.28833, -85.67083. Según la Oficina del Censo de los Estados Unidos, Indian Hills tiene una superficie total de 5.12 km², de la cual 5.08 km² corresponden a tierra firme y (0.91%) 0.05 km² es agua.

## Demografía
Según el censo de 2010, había 2868 personas residiendo en Indian Hills. La densidad de población era de 559,83 hab./km². De los 2868 habitantes, Indian Hills estaba compuesto por el 95.57% blancos, el 1.39% eran afroamericanos, el 0.1% eran amerindios, el 1.57% eran asiáticos, el 0% eran isleños del Pacífico, el 0.07% eran de otras razas y el 1.29% pertenecían a dos o más razas. Del total de la población el 0.73% eran hispanos o latinos de cualquier raza.